# إليزابيث جنكينز (مؤلفة)
إليزابيث جنكينز (بالإنجليزية: Elizabeth Jenkins)‏ (31 أكتوبر 1905، هيتشن في المملكة المتحدة - 5 سبتمبر 2010، لندن في المملكة المتحدة)؛ كاتِبة وروائية بريطانية.